# Scheldeprijs 1907
De eerste editie van de wielerwedstrijd Scheldeprijs werd gereden op 28 juli 1907 over een afstand van 100 kilometer. De zege ging naar de Fransman Maurice Leturgie.

## Uitslag
| Scheldeprijs 1907 |                      |            |
| Plaats            | Naam                 | Tijd       |
| Winnaar           | Maurice Leturgie     | 3u 10' 00" |
| 2                 | Eugène Platteau      | z.t.       |
| 3                 | Francois Verstraeten | z.t.       |
| 4                 | Pierre De Voeght     | z.t.       |
| 5                 | Léopold De Ruysser   | z.t.       |